# Völuspá
Völuspá (A Profecia da Vidente) é o primeiro e mais conhecido poema da Edda poética. Conta a história da criação do mundo e de seu iminente final, narrada por uma völva e dirigida a Odin. É uma das principais fontes primárias para o estudo da mitologia nórdica.

A profecia começa com uma invocação a Odin, após a qual a vidente começa a relatar a história da criação do mundo de forma resumida. A vidente explica como conseguiu tal conhecimento, conhecendo assim a fonte da onisciência de Odin, e outros segredos dos deuses de Asgard. Menciona os acontecimentos presentes e futuros, aludindo a muitos dos mitos nórdicos, como a morte de Balder e a prisão de Loki. Por último, a vidente fala do fim do mundo, Ragnarök, e de sua segunda vinda.

## Preservação
O Völuspá é encontrado no manuscrito de Codex Regius (ca. 1270) e no Codex Hauksbók, de Haukr Erlendsson (ca. 1334), e muitas de suas estrofes são citadas ou parafraseadas na Snorri Sturluson da Edda em prosa (escrita ca. 1220, o mais antigo manuscrito existente data de ca. 1300). A ordem e o número de estrofes variam em suas fontes. Alguns editores e tradutores reorganizaram o material ainda mais. A versão do Codex Regius é geralmente usada como base das traduções.

## Estrutura
O poema consiste em cerca de 60 estrofes fornyrðislag. Na edição de Sophus Bugge, a versão de Hauksbók tem 59 estrofes enquanto a versão do Codex Regius tem 62 estrofes. Alguns manuscritos contem estrofes que não estão nos outros. A versão normalizada de Bugge tem 66 estrofes. O poema faz um uso esporádico de refrões.

## Sinopse

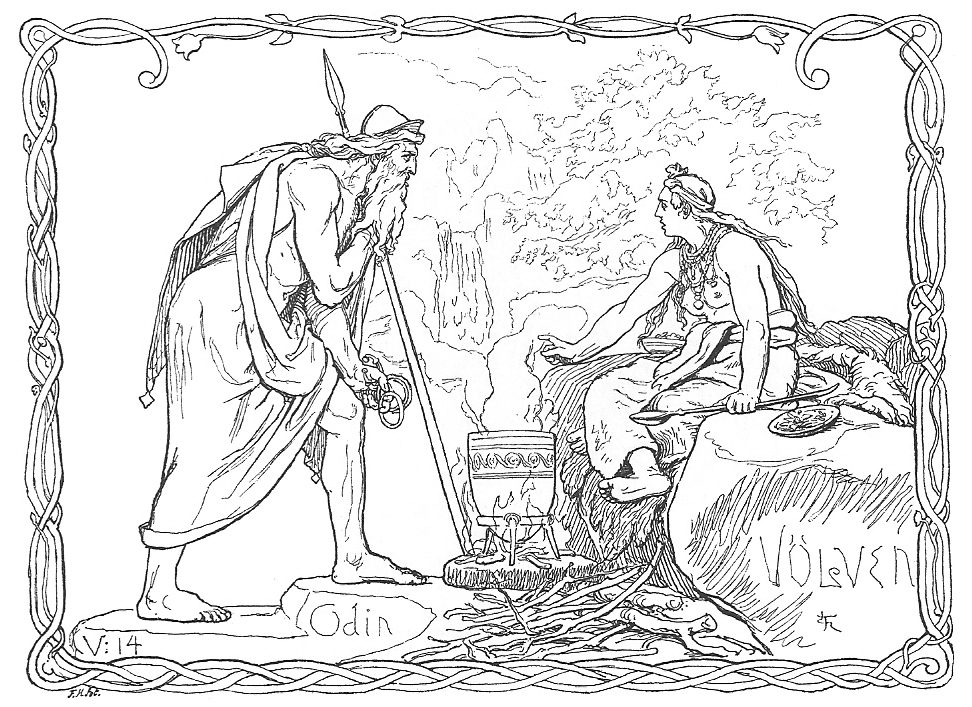
"Odin and the Völva" (1895) por Lorenz Frølich.

O poema começa com a völva pedindo silêncio para "os filhos de Heimdallr" (seres humanos) e perguntando a Odin se ele quer que ela recite o conhecimento antigo. Ela diz que ela se lembra dos gigantes nascidos na antiguidade que criaram ela.
Então ela começa a relatar o mito da criação; o mundo estava vazio até que os filhos de Borr levantaram a terra para fora do mar. Os Æsir, então, estabeleceram ordem nos cosmos, encontrando lugares para o Sol, a Lua e as Estrelas, e, assim, começando o ciclo do dia e da noite. A era dourada, que seguiu os Æsir, tinha ouro suficiente e eles, contentes, construíram templos e fizeram ferramentas. Mas, então, as três poderosas donzelas dos gigantes vieram de Jotunheim e a era de ouro acabou. Assim, os Æsir criaram os anões, dos quais Durinn e Motsongir são os mais poderosos.
Neste ponto, dez estrofes do poema acabaram e sucedem-se seis estrofes que contêm nomes de anões. Esta seção, às vezes chamada de Dvergatal (catálogo de anões), é geralmente considerada uma interpolação e às vezes omitida por editores e tradutores.
Depois do Dvergatal, a criação do primeiro homem e da primeira mulher são recontados e a Yggdrasil, a árvore do mundo, é descrita. A vidente recorda os eventos que levaram à primeira guerra, e o que ocorreu na luta entre os Æsir e os Vanir.
A vidente, então, revela a Odin que ela sabe alguns de seus segredos, sobre o que ele sacrificou na busca do conhecimento. Ela conta-lhe que sabe onde seu olho está escondido e como ele abriu mão dele em troca da sabedoria. Ela pergunta-lhe, em vários refrões, se ele entende, ou se quer ouvir mais.
A vidente começa a descrever o assassinato de Balder, o mais justo dos deuses e o inimigo de Loki, e dos outros. Então ela profecia a destruição dos deuses onde o fogo e o dilúvio oprimem o céu e a terra quando os deuses lutarem sua última batalha com seus inimigos. Este é o "destino final dos deuses" - Ragnarök. Ela descreve o chamado para a batalha, a morte de muitos dos deuses e como Odin é assassinado.
Finalmente, um mundo belo e renascido vai levantar-se das cinzas da morte e destruição, onde Balder vai viver novamente neste novo mundo, onde a terra é abundante sem clamar por sementes. Uma última estrofe descreve a repentina aparição do dragão Níðhöggr, trazendo corpos em suas asas, antes que a vidente acorde do transe.

## Ligações Externas
- Tradução e Notas de A Profecia da Vidente do Nórdico Antigo ao Português